# Costa English

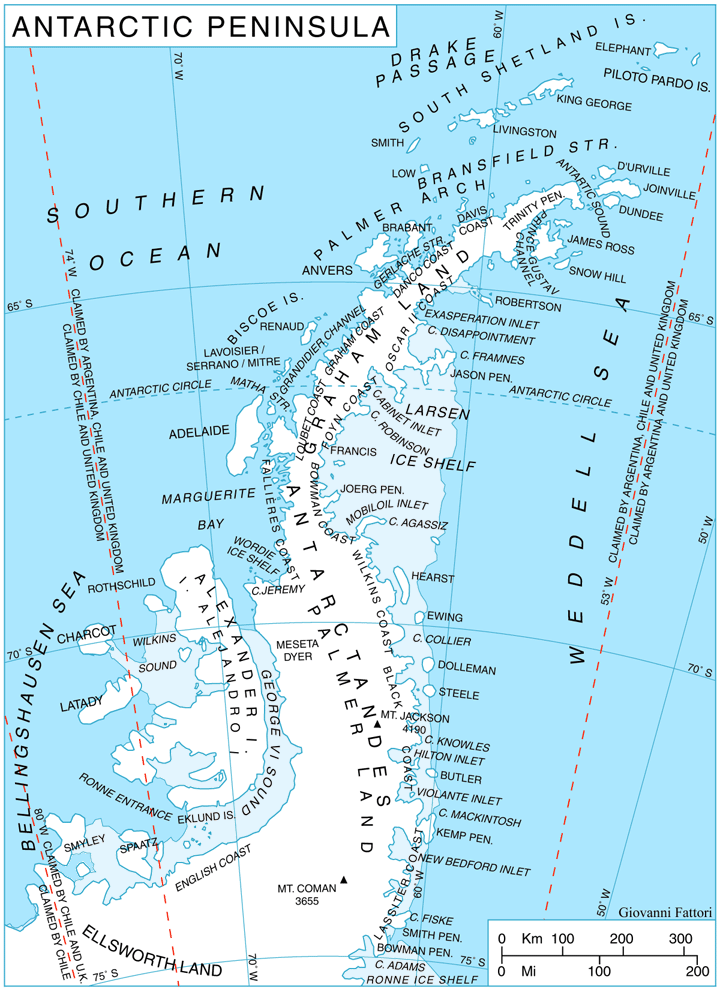
Localización de la costa English.

La costa English (del inglés: 'English Coast'), previamente denominada costa Robert English, nombre que sigue en uso en cartas chilenas y argentinas -también costa Roberto English- es la porción de la costa oeste de la península Antártica situada entre los nunataks Buttress (72°21′S 66°50′O / -72.350, -66.833) -límite con la costa Rymill- y la península Rydberg (73°10′S 79°45′O / -73.167, -79.750) -límite con la costa Bryan-.
De acuerdo a la base de datos del Comité Científico para la Investigación en la Antártida (SCAR), que registra los topónimos antárticos publicados por diversos países, la base de la península Antártica y de la Tierra de Palmer es definida por el US-ACAN de Estados Unidos como una línea que parte de un punto (73°24′S 72°00′O / -73.400, -72.000) de la costa English al sur de las islas Eklund. Esta definición divide a la costa English entre la Tierra de Palmer en la península Antártica y la Tierra de Ellsworth. El Reino Unido hasta 2009 acordó con esa definición estadounidense, pero para reflejar con más exactitud la extensión de la península Antártica e incluir un sector sin denominación, movió unos 300 km hacia el sur los límites de la península y de la Tierra de Palmer a una línea que parte de la península Rydberg, que pasó a ser el límite con la Tierra de Ellsworth.
Los Antartandes separan a la costa English de las costas ubicadas del lado oriental de la península Antártica: la costa Black y la costa Lassiter. El canal Jorge VI (o Sarmiento) separa a la costa English de la isla Alejandro I. En el canal se hallan la islas Eklund. En la bahía Ronne en el mar de Bellingshausen se encuentran frente a la costa English las islas Spaatz, Smyley, Sims y Case.
La costa English fue descubierta desde el aire en diciembre de 1940 por Finn Ronne, C. R. Eklund y otros miembros de la Base East del Servicio Antártico de los Estados Unidos. Recibió su nombre en honor al capitán Robert English, participante de la expedición de Richard Byrd entre 1933 y 1935. 

## Reclamaciones territoriales
Argentina incluye la parte de la costa English al oriente de los 74° O en el departamento Antártida Argentina dentro de la provincia de Tierra del Fuego, Antártida e Islas del Atlántico Sur; para Chile forma parte de la Comuna Antártica de la provincia Antártica Chilena dentro de la Región de Magallanes y de la Antártica Chilena; y para el Reino Unido integra el Territorio Antártico Británico. Las tres reclamaciones están restringidas por los términos del Tratado Antártico.
Nomenclatura de los países reclamantes:
- Argentina: según cartas costa Roberto English o costa Robert English
- Chile: según cartas costa Robert English
- Reino Unido: English Coast